# Polystichum hartwegii
Polystichum hartwegii är en träjonväxtart som först beskrevs av Kl., och fick sitt nu gällande namn av Georg Hans Emmo Wolfgang Hieronymus. Polystichum hartwegii ingår i släktet Polystichum och familjen Dryopteridaceae. Inga underarter finns listade.